# Spectacle de masse
Ne doit pas être confondu avec Cérémonie d'ouverture ou Défilé militaire.

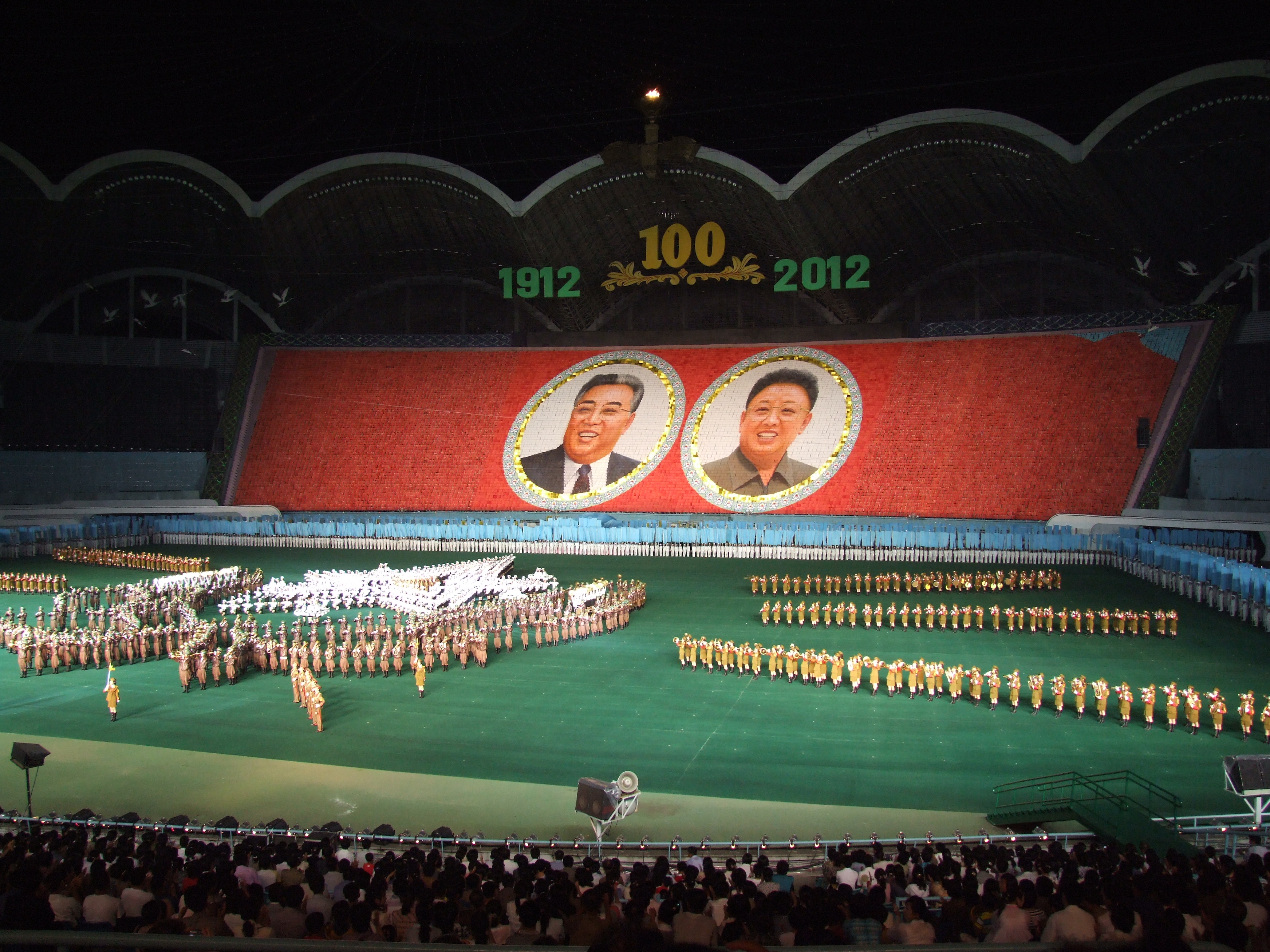
Représentation d'un spectacle de masse lors du festival Arirang en Corée du Nord en 2012 avec les portraits de Kim Il-sung et Kim Jong-il réalisés en card stunt dominant des milliers de participants.

Un spectacle de masse, aussi appelé gymnastique de masse dans certains cas ou encore sous l'expression anglaise mass games, est un spectacle vivant dans lequel prend part un grand nombre de personnes, généralement plusieurs milliers et jusqu'à plusieurs centaines de milliers, qui effectuent des mouvements coordonnés selon une chorégraphie très précise et sur un accompagnement musical. Le grand nombre de participants permet de mettre en avant les mouvements de groupe au détriment des performances individuelles. Cette spécificité nécessite de vastes espaces comme de grandes places publiques ou des stades afin que les participants puissent y évoluer ; elle permet des effets visuels généralement appréciés depuis une certaine distance, voire depuis un point de vue en hauteur. Ces effets visuels peuvent être renforcés avec des accessoires comme des tenues de différentes couleurs, des rubans de gymnastique, des panneaux colorés, etc.
Ces manifestations artistiques nées aux XIXe siècle sont principalement le fait de mouvements nationalistes comme le slet du Sokol tchèque, la république socialiste de Roumanie ou la république populaire démocratique de Corée dont le plus connu est le festival Arirang. Même s'ils en adoptent certaines similitudes et peuvent devenir un outil de propagande en faveur d'une idéologie ou d'un régime, ils sont différents des parades militaires dont le principal but est de servir de démonstration de force.
Bien qu'ils en possèdent certaines des caractéristiques comme le grand nombre de participants ou la technique du card stunt, certaines autres manifestations artistiques ne sont pas désignées sous l'expression de « spectacle de masse ». Il s'agit notamment des cérémonies d'ouverture de grandes manifestations sportives comme les Jeux olympiques, la coupe du monde de football ou le Super Bowl aux États-Unis. Même si un message est véhiculé à travers ces représentations, la principale différence vient de la chorégraphie qui ne se base pas de manière exclusive sur les mouvements de groupe.

## Histoire

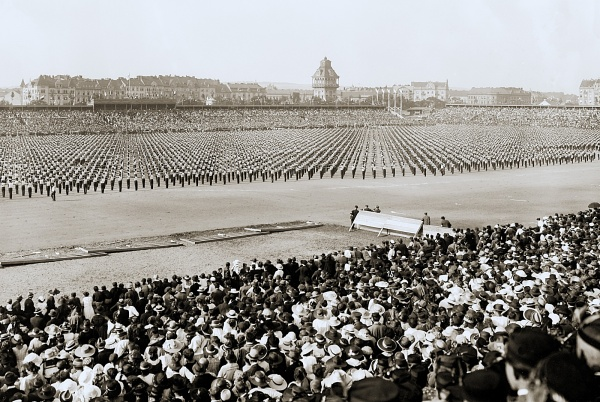
Septième slet en 1920 à Prague, dans la plaine de Letná en Tchécoslovaquie, auquel prennent part 100000 personnes.

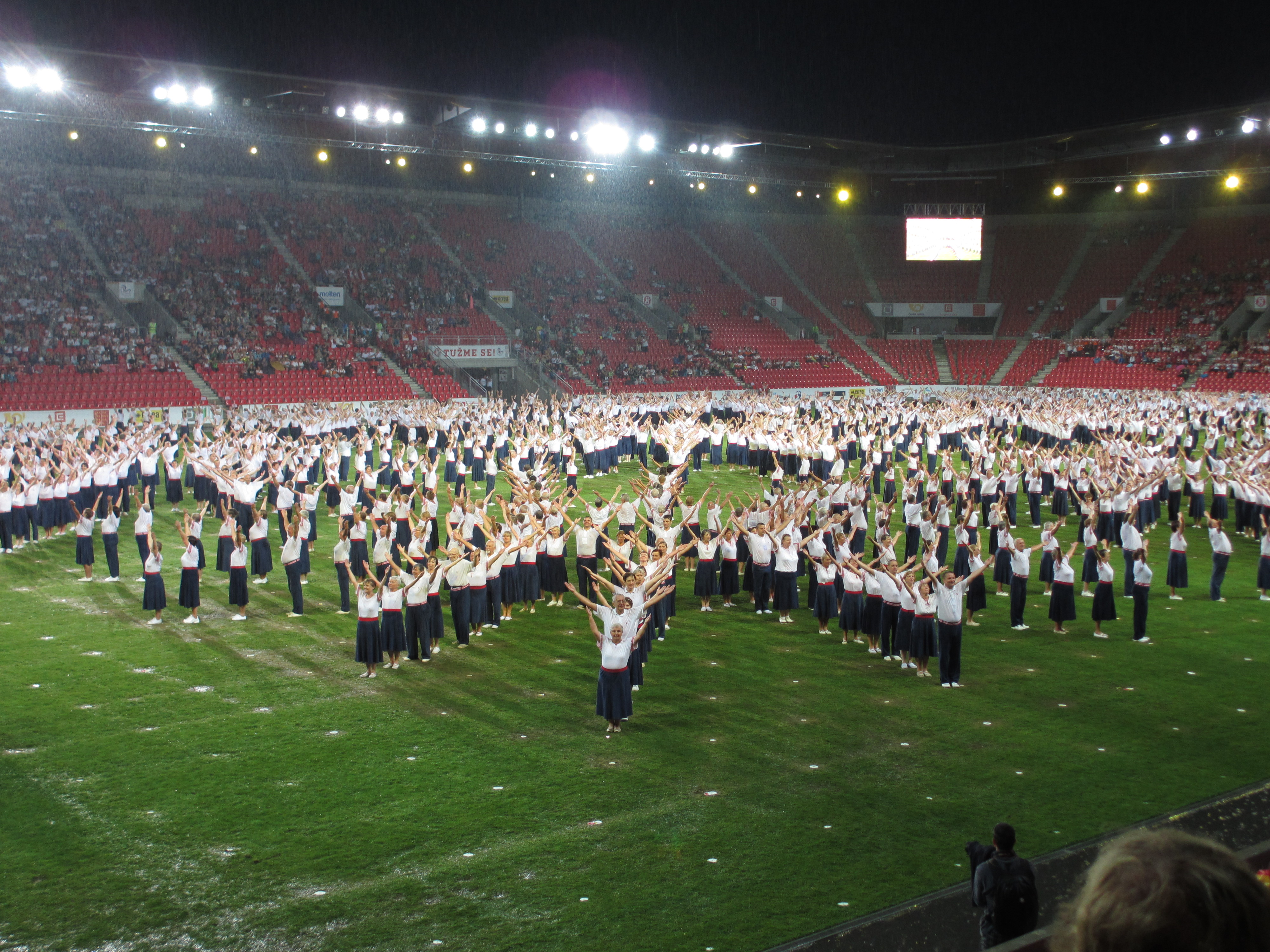
Slet en 2012 à Prague en République tchèque.

Les spectacles de masse naissent au cours du XIXe siècle, notamment avec la création du Sokol en 1862. Ce mouvement s'inspire de la Grèce antique pour véhiculer des valeurs nationalistes tchèques à travers le sport et la culture. Ce sentiment patriotique trouve son apogée au cours des slety, de vastes rassemblements de démonstrations chorégraphiées de gymnastique.
Les spectacles de masses sont introduits en république socialiste de Roumanie après la visite de Nicolae et Elena Ceaușescu en Chine. La participation à un spectacle de masse devient obligatoire pour tout citoyen ; plusieurs jours par an sont consacrés aux répétitions et au spectacles. Quelques spectacles de masse ont été organisés en république populaire de Bulgarie au cours des Zname na mira, un festival international de la jeunesse.
Les spectacles de masse actuels les plus importants sont réalisés en Corée du Nord. Ils sont introduits dans ce pays après la Seconde Guerre mondiale, à la fondation de la république populaire démocratique de Corée. Le 19 septembre 1961, L'Ère du Parti du travail de Corée est le premier spectacle de masse nord-coréen de grande ampleur mêlant chorégraphie gymnique, arrière-plan en card stunt et musique. Le festival Arirang créé en 2002 s'inscrit dans la continuité de ces représentations annuelles données lors de grandes occasions : fondation de la République, anniversaire de la naissance de Kim Il-sung, etc.

## Caractéristiques

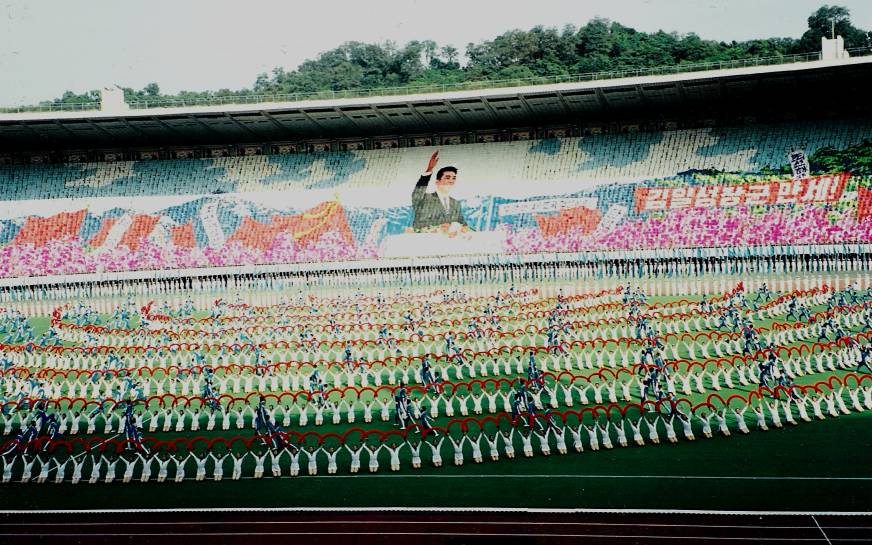
Spectacle de masse lors du festival Arirang de 1998 à Pyongyang en Corée du Nord : la chorégraphie est basée sur la disposition des participants et leurs accessoires et sur un tableau vivant réalisé par la technique du card stunt sur les gradins en face de ceux du public.

La principale caractéristique du spectacle de masse est le grand nombre de participants à la manifestation artistique. Parfois de seulement quelques centaines, le nombre de personnes qui y prennent part est typiquement de quelques milliers, souvent plusieurs dizaines de milliers et jusqu'à plusieurs centaines de milliers. Ainsi, lors des slety de 1938 et 1948 à Prague en Tchécoslovaquie, 350 000 et plus de 500 000 personnes y prennent respectivement part.
Du fait du très grand nombre de participants, si les mouvements de chacune des personnes était totalement différenciés des autres protagonistes, la chorégraphie ne pourrait être harmonieuse et la représentation ressemblerait à un ensemble désordonné dans lequel aucune cohérence ne se dégagerait, comme si chacun des participants ne se souciait pas de ses voisins. Ainsi, ce grand nombre oblige à établir une chorégraphie dans laquelle l'effet de groupe est recherché, chaque mouvement identique entre les participants étant amplifié par celui des voisins. Ces mouvements peuvent être faits à l'arrêt, comme des mouvements de bras, du haut du corps, des postures différentes, etc., ou bien en mouvement en marche synchronisée comme des rassemblements, des dispersions, des déplacements latéraux ou circulaires, des croisements, etc. Ils sont souvent empruntés à la gymnastique, notamment rythmique. Ils permettent de définir des figures géométriques : lignes, polygones, cercles, etc.
La chorégraphie des participants peut être accompagnée d'accessoires qui permettent d'accentuer les mouvements ou qui constituent l'effet visuel en eux-mêmes. Certains de ces accessoires sont repris de la gymnastique rythmique, comme le ruban, le ballon, le cerceau, les massues, ou du twirling bâton. D'autres sont composés des costumes des participants en eux-mêmes ou d'objets divers et variés tels des drapeaux, des fleurs, etc.
Certains participants n'effectuent pas de chorégraphie mais sont présents dans le spectacle uniquement pour manier des accessoires. C'est le cas de la technique du card stunt. Elle consiste à présenter au public des panneaux colorés qui, mis côte-à-côte et agencés d'une certaine manière comme autant de pixels, composent un tableau vivant. Les personnes tenant les panneaux colorés peuvent effectuer des mouvements verticaux à la manière d'une ola afin de donner un mouvement au tableau, notamment dans le cas de drapeaux qui semblent ainsi flotter au vent. Le card stunt est très utilisé dans le festival Arirang en Corée du Nord ; il permet d'afficher un arrière-plan dans la salle où se déroule le spectacle de masse.
Le très grand nombre de participants prenant part au spectacle de masse contraint la scène à mesurer plusieurs centaines de mètres de largeur et de profondeur. La distance entre le public et les participants les plus lointains est parfois telle que la chorégraphie de groupe et l'utilisation d'accessoires devient obligatoire. En revanche, au premier plan, des participants au spectacle peuvent avoir un rôle à part dans certaines scènes et ne pas obéir au reste de la chorégraphie de groupe.
Toute la chorégraphie est généralement accompagnée d'un fond sonore, que ce soit de la musique, des chants ou des deux.

## Symbolique

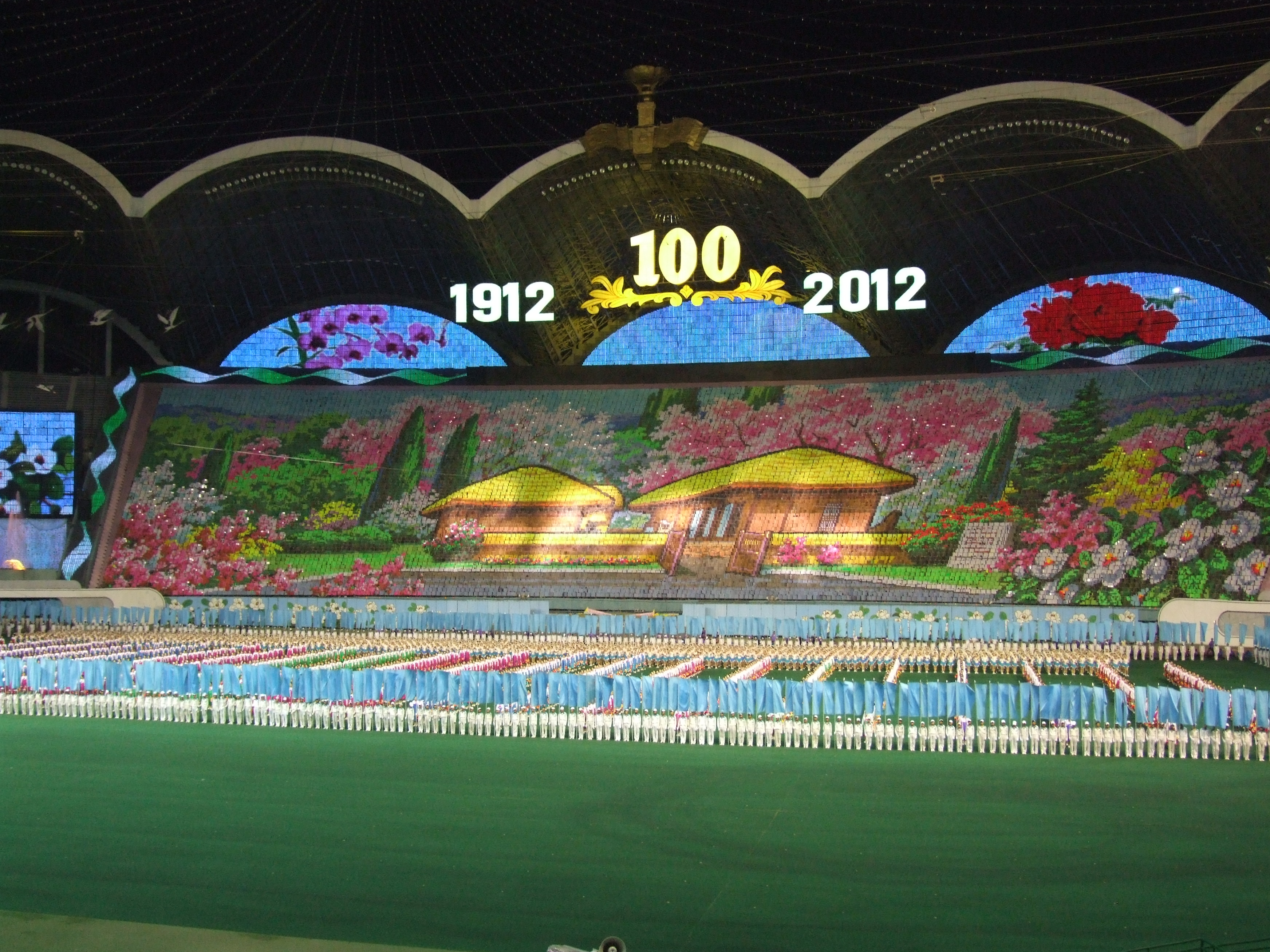
Spectacle de masse lors du festival Arirang de 2012 à Pyongyang en Corée du Nord pour les 100 ans de la naissance de Kim Il-sung avec sa maison natale représentée en card stunt.

Outre les prouesses scénographiques qu'ils constituent et l'attrait artistique qu'ils représentent, les spectacles de masse sont principalement utilisés comme vecteur de diffusion d'un message patriotique ou nationaliste, éventuellement dans le cadre d'une propagande.
Ainsi, le Sokol a participé à l'émergence d'un sentiment patriotique et de valeurs slaves qui ont accompagné la naissance de la Tchécoslovaquie. Dans les pays communistes comme la république socialiste de Roumanie ou  la république populaire démocratique de Corée, les spectacles de masse participent ou ont participé à la glorification de la nation, au soutien à la révolution et à la lutte contre le capitalisme et l'impérialisme.